# Élections départementales de 2021 dans l'Yonne
Les élections départementales dans l'Yonne ont lieu les 20 et 27 juin 2021.

## Contexte départemental
Élu Président du Conseil départemental à la suite d'André Villiers en 2017, Patrick Gendraud est à la tête du département depuis 3 ans et demi. Sa majorité est composée de la droite et du centre, malgré la fronde de trois élus, ayant constitué un groupe indépendant.
En 2020, Patrick Gendraud a fait part de ses intentions de se représenter dans son canton de Chablis mais aussi à la Présidence du Conseil départemental de l'Yonne, en cas de victoire de l'union de la droite et du centre.
Ces élections voient aussi émerger pour la première fois dans le département, une union des partis de gauche, regroupés sous la bannière « L'Yonne en Commun » et succédant ainsi à l'opposition sous le nom de « Ambition Citoyenne et Solidaire pour l'Yonne », créée en 2009 par Jean-Yves Caullet.
Pendant la mandature 2015-2021, l'opposition est menée par le Maire de Joigny et conseiller départemental du canton du même nom Nicolas Soret (PS), qui ne se représente pas.
Cette mandature voit aussi l'entrée dans l'assemblée départementale de 2 élus FN: Erika Roset (devenue DLF) et Claude Thion (démissionnaire peu après).
Alors que la plupart des conseillers départementaux sortants souhaitent rempiler, les binômes de 2015 sont parfois séparés à la suite de la recomposition du paysage politique qui a vu 6 conseillers départementaux passer à La République En Marche.

### Assemblée départementale sortante
Avant les élections, le conseil départemental de l'Yonne est présidé par Patrick Gendraud (LR). Il comprend 42 conseillers départementaux issus des 21 cantons de Yonne.
|                                      |       |       |      |                                     |
| Président du conseil départemental   |       |       |      |                                     |
| Patrick Gendraud (LR)                |       |       |      |                                     |
| Parti                                | Sigle | Sigle | Élus | Groupes                             |
| Majorité (34 sièges)                 |       |       |      |                                     |
| Divers droite                        |       | DVD   | 15   | Union pour l'Avenir de l'Yonne      |
| Les Républicains                     |       | LR    | 11   | Union pour l'Avenir de l'Yonne      |
| Union des démocrates et indépendants |       | UDI   | 3    | Union pour l'Avenir de l'Yonne      |
| Mouvement démocrate                  |       | MoDem | 1    | Union pour l'Avenir de l'Yonne      |
| Agir                                 |       | Agir  | 1    | Union pour l'Avenir de l'Yonne      |
| Soyons libres                        |       | SL    | 1    | Union pour l'Avenir de l'Yonne      |
| La République en marche              |       | LREM  | 1    | Union pour l'Avenir de l'Yonne      |
| Divers gauche                        |       | DVG   | 1    | Union pour l'Avenir de l'Yonne      |
| Minorité (3 sièges)                  |       |       |      |                                     |
| Divers droite                        |       | DVD   | 2    | Les Indépendants                    |
| Les Républicains                     |       | LR    | 1    | Les Indépendants                    |
| Opposition (5 sièges)                |       |       |      |                                     |
| Parti socialiste                     |       | PS    | 2    | Citoyens et Solidaires pour l'Yonne |
| Divers gauche                        |       | DVG   | 2    | Citoyens et Solidaires pour l'Yonne |
| Divers droite                        |       | DVD   | 1    | Non-inscrite                        |

## Système électoral
Les élections ont lieu au scrutin majoritaire binominal à deux tours. Le système est paritaire : les candidatures sont présentées sous la forme d'un binôme composé d'une femme et d'un homme avec leurs suppléants (une femme et un homme également).
Pour être élu au premier tour, un binôme doit obtenir la majorité absolue des suffrages exprimés et un nombre de suffrages au moins égal à 25 % des électeurs inscrits. Si aucun binôme n'est élu au premier tour, seuls peuvent se présenter au second tour les binômes qui ont obtenu un nombre de suffrages au moins égal à 12,5 % des électeurs inscrits, sans possibilité pour les binômes de fusionner. Est élu au second tour le binôme qui obtient le plus grand nombre de voix.

## Résultats à l'échelle du département

### Résultats par nuances
| Binômes                  | Binômes                             | Binômes                  | Premier tour | Premier tour | Premier tour | Second tour | Second tour   | Second tour | Total | +/-           |  |
| Binômes                  | Binômes                             | Binômes                  | Voix         | %            | Sièges       | Voix        | %             | Sièges      | Total | +/-           |  |
| ------------------------ | ----------------------------------- | ------------------------ | ------------ | ------------ | ------------ | ----------- | ------------- | ----------- | ----- | ------------- |  |
|                          | Rassemblement national              | RN                       | 19 836       | 25,04        | 0            | 14 147      | 18,11         | 0           | 0     | 2             |  |
|                          | Divers droite                       | DVD                      | 16 523       | 20,86        | 0            | 22 443      | 28,72         | 16          | 16    | 14            |  |
|                          | Union à droite                      | UD                       | 7 756        | 9,79         | 0            | 13 676      | 17,50         | 12          | 12    | 16            |  |
|                          | Union à gauche                      | UG                       | 7 531        | 9,51         | 0            | 6 118       | 7,83          | 2           | 2     | 2             |  |
|                          | Divers centre                       | DVC                      | 6 605        | 8,34         | 0            | 8 297       | 10,62         | 2           | 2     | Nv.           |  |
|                          | Divers gauche                       | DVG                      | 5 382        | 6,79         | 0            | 2 131       | 2,73          | 2           | 2     | en stagnation |  |
|                          | Les Républicains                    | LR                       | 3 960        | 5,00         | 0            | 5 245       | 6,71          | 4           | 4     | 4             |  |
|                          | Union au centre                     | UC                       | 3 090        | 3,90         | 0            | 2 456       | 3,14          | 2           | 2     | Nv.           |  |
|                          | Union à gauche avec des écologistes | UGE                      | 2 844        | 3,59         | 0            | 1 274       | 1,63          | 0           | 0     | Nv.           |  |
|                          | Union au centre et à droite         | UCD                      | 2 812        | 3,55         | 0            | 2 344       | 3,00          | 2           | 2     | Nv.           |  |
|                          | Écologistes                         | ECO                      | 1 313        | 1,66         | 0            |             |               |             | 0     | Nv.           |  |
|                          | La France insoumise                 | FI                       | 1 146        | 1,45         | 0            | 0           | Nv.           |             |       |               |  |
|                          | Droite souverainiste                | DSV                      | 275          | 0,35         | 0            | 0           | en stagnation |             |       |               |  |
|                          | Extrême gauche                      | EXG                      | 155          | 0,20         | 0            | 0           | Nv.           |             |       |               |  |
|                          |                                     |                          |              |              |              |             |               |             |       |               |  |
| Suffrages exprimés       | Suffrages exprimés                  | Suffrages exprimés       | 79 228       | 95,68        |              | 78 131      | 91,34         |             |       |               |  |
| Votes blancs             | Votes blancs                        | Votes blancs             | 2 342        | 2,83         | 5 101        | 5,96        |               |             |       |               |  |
| Votes nuls               | Votes nuls                          | Votes nuls               | 1 234        | 1,49         | 2 307        | 2,70        |               |             |       |               |  |
| Total                    | Total                               | Total                    | 82 804       | 100          |              | 85 539      | 100           | 42          | 42    | en stagnation |  |
| Abstentions              | Abstentions                         | Abstentions              | 152 942      | 64,88        |              | 150 151     | 63,71         |             |       |               |  |
| Inscrits / participation | Inscrits / participation            | Inscrits / participation | 235 746      | 35,12        | 235 690      | 36,29       |               |             |       |               |  |

### Assemblée départementale élue
|                                      |       |       |      |                      |
| Président du conseil départemental   |       |       |      |                      |
| Patrick Gendraud (LR)                |       |       |      |                      |
| Parti                                | Sigle | Sigle | Élus | Groupes              |
| Majorité (36 sièges)                 |       |       |      |                      |
| Divers droite                        |       | DVD   | 21   | Unis pour l'Yonne    |
| Les Républicains                     |       | LR    | 10   | Unis pour l'Yonne    |
| Union des démocrates et indépendants |       | UDI   | 2    | Unis pour l'Yonne    |
| Mouvement démocrate                  |       | MoDem | 1    | Unis pour l'Yonne    |
| Agir                                 |       | Agir  | 1    | Unis pour l'Yonne    |
| Soyons libres                        |       | SL    | 1    | Unis pour l'Yonne    |
| Opposition (6 sièges)                |       |       |      |                      |
| Divers gauche                        |       | DVG   | 4    | Engagés pour l'Yonne |
| Parti socialiste                     |       | PS    | 1    | Engagés pour l'Yonne |
| Parti communiste français            |       | PCF   | 1    | Engagés pour l'Yonne |

### Élus par canton
| Canton                 | Conseiller Sortant       | Parti | Parti | Conseiller Élu           | Parti | Parti |
| ---------------------- | ------------------------ | ----- | ----- | ------------------------ | ----- | ----- |
| Auxerre-1              | Michel Ducroux           |       | LR    | Michel Ducroux           |       | LR    |
| Auxerre-1              | Valérie Leuger           |       | LR    | Emmanuelle Miredin       |       | DVD   |
| Auxerre-2              | Robert Bideau            |       | UDI   | Magloire Siopathis       |       | DVD   |
| Auxerre-2              | Malika Ounes             |       | DVD   | Arminda Guiblain         |       | DVD   |
| Auxerre-3              | Christophe Bonnefond     |       | LR    | Christophe Bonnefond     |       | LR    |
| Auxerre-3              | Isabelle Joaquina        |       | LR    | Isabelle Joaquina        |       | LR    |
| Auxerre-4              | Monique Hadrbolec        |       | DVG   | Delphine Billon          |       | DVD   |
| Auxerre-4              | Pascal Henriat           |       | MoDem | Pascal Henriat           |       | MoDem |
| Avallon                | Xavier Courtois          |       | DVD   | Jordan Heitzmann         |       | DVD   |
| Avallon                | Sonia Patouret           |       | LR    | Sonia Patouret           |       | LR    |
| Brienon-sur-Armançon   | Jean Marchand            |       | LR    | Jérôme Delavault         |       | DVD   |
| Brienon-sur-Armançon   | Catherine Maudet         |       | UDI   | Catherine Maudet         |       | UDI   |
| Chablis                | Sylvie Charpignon        |       | DVD   | Sylvie Charpignon        |       | DVD   |
| Chablis                | Patrick Gendraud         |       | LR    | Patrick Gendraud         |       | LR    |
| Charny Orée de Puisaye | Irène Eulriet            |       | DVD   | Irène Eulriet            |       | DVD   |
| Charny Orée de Puisaye | Mahfoud Aomar            |       | DVD   | Jean-Paul Raout          |       | DVD   |
| Cœur de Puisaye        | Pascal Bourgeois         |       | DVD   | Gilles Abry              |       | DVD   |
| Cœur de Puisaye        | Isabelle Froment-Meurice |       | LR    | Isabelle Froment-Meurice |       | LR    |
| Gâtinais en Bourgogne  | Delphine Gremy           |       | DVD   | Delphine Gremy           |       | DVD   |
| Gâtinais en Bourgogne  | Jean-Baptiste Lemoyne    |       | LREM  | Christian Deschamps      |       | DVD   |
| Joigny                 | Françoise Roure          |       | PS    | Frédérique Colas         |       | PS    |
| Joigny                 | Nicolas Soret            |       | PS    | Philippe Burier          |       | PCF   |
| Joux-la-Ville          | Colette Lerman           |       | DVD   | Colette Lerman           |       | DVD   |
| Joux-la-Ville          | André Villiers           |       | UDI   | André Villiers           |       | UDI   |
| Migennes               | François Boucher         |       | LR    | François Boucher         |       | LR    |
| Migennes               | Marie-Agnès Évrard       |       | Agir  | Marie-Agnès Évrard       |       | Agir  |
| Pont-sur-Yonne         | Grégory Dorte            |       | DVD   | Grégory Dorte            |       | DVD   |
| Pont-sur-Yonne         | Dominique Sineau         |       | DVD   | Dominique Sineau         |       | DVD   |
| Saint-Florentin        | Gérard André             |       | DVD   | Gérard André             |       | DVD   |
| Saint-Florentin        | Marie-Laure Capitain     |       | DVD   | Marie-Laure Capitain     |       | DVD   |
| Sens-1                 | Danièle Gyssels          |       | DVD   | Ghislaine Pieux          |       | DVD   |
| Sens-1                 | Gilles Pirman            |       | LR    | Gilles Pirman            |       | LR    |
| Sens-2                 | Clarisse Quentin         |       | SL    | Clarisse Quentin         |       | SL    |
| Sens-2                 | Philippe Serre           |       | LR    | Jean-Luc Givord          |       | LR    |
| Thorigny-sur-Oreuse    | Alexandre Bouchier       |       | LR    | Alexandre Bouchier       |       | LR    |
| Thorigny-sur-Oreuse    | Michèle Crouzet          |       | DVD   | Catherine Bardeau        |       | DVD   |
| Tonnerrois             | Anne Jerusalem           |       | DVD   | Catherine Tronel         |       | DVG   |
| Tonnerrois             | Maurice Pianon           |       | DVD   | Cédric Clech             |       | DVG   |
| Villeneuve-sur-Yonne   | Elisabeth Frasseto       |       | DVD   | Elisabeth Frasseto       |       | DVD   |
| Villeneuve-sur-Yonne   | Erika Roset              |       | DVD   | Lionel Terrasson         |       | DVD   |
| Vincelles              | Christiane Lemoine       |       | DVG   | Najiba Hadjalli          |       | DVG   |
| Vincelles              | Yves Vecten              |       | DVG   | Yves Vecten              |       | DVG   |

## Résultats par canton
Les binômes sont présentés par ordre décroissant des résultats au premier tour. En cas de victoire au second tour du binôme arrivé en deuxième place au premier, ses résultats sont indiqués en gras. 

### Canton d'Auxerre-1
| Candidats                | Candidats                | Partis                   | Nuance                   | Premier tour | Premier tour | Second tour | Second tour |
| Candidats                | Candidats                | Partis                   | Nuance                   | Voix         | %            | Voix        | %           |
| ------------------------ | ------------------------ | ------------------------ | ------------------------ | ------------ | ------------ | ----------- | ----------- |
|                          | Michel Ducroux           | LR                       | UD                       | 1 000        | 31,97        | 2 097       | 71,25       |
|                          | Emmanuelle Miredin       | DVD                      | UD                       | 1 000        | 31,97        | 2 097       | 71,25       |
|                          | Christian Fasquel        | RN                       | RN                       | 655          | 20,94        | 846         | 28,75       |
|                          | Juliette Hamelin         | RN                       | RN                       | 655          | 20,94        | 846         | 28,75       |
|                          | Karine Boileau-Guinot    | EÉLV                     | ECO                      | 616          | 19,69        |             |             |
|                          | Yves Le Goff             | EÉLV                     | ECO                      | 616          | 19,69        |             |             |
|                          | Sophie Fèvre             | DVG                      | DVG                      | 504          | 16,11        |             |             |
|                          | Christophe Laverdant     | DVG                      | DVG                      | 504          | 16,11        |             |             |
|                          | Jean-Philippe Bailly     | DVD                      | DVC                      | 353          | 11,29        |             |             |
|                          | Halima Georgette Gutsche | DVD                      | DVC                      | 353          | 11,29        |             |             |
|                          |                          |                          |                          |              |              |             |             |
| Suffrages exprimés       | Suffrages exprimés       | Suffrages exprimés       | Suffrages exprimés       | 3 128        | 95,57        | 2 943       | 86,79       |
| Votes blancs             | Votes blancs             | Votes blancs             | Votes blancs             | 97           | 2,96         | 317         | 9,35        |
| Votes nuls               | Votes nuls               | Votes nuls               | Votes nuls               | 48           | 1,47         | 131         | 3,86        |
| Total                    | Total                    | Total                    | Total                    | 3 273        | 100          | 3 391       | 100         |
| Abstention               | Abstention               | Abstention               | Abstention               | 6 608        | 66,88        | 6 494       | 65,70       |
| Inscrits / participation | Inscrits / participation | Inscrits / participation | Inscrits / participation | 9 881        | 33,12        | 9 885       | 34,30       |

### Canton d'Auxerre-2
| Candidats                | Candidats                | Partis                   | Nuance                   | Premier tour | Premier tour | Second tour | Second tour |
| Candidats                | Candidats                | Partis                   | Nuance                   | Voix         | %            | Voix        | %           |
| ------------------------ | ------------------------ | ------------------------ | ------------------------ | ------------ | ------------ | ----------- | ----------- |
|                          | Arminda Guiblain         | DVD                      | DVD                      | 1 481        | 35,11        | 2 223       | 54,27       |
|                          | Magloire Siopathis       | DVD                      | DVD                      | 1 481        | 35,11        | 2 223       | 54,27       |
|                          | Malika Ounès             | DVD                      | DVC                      | 1 283        | 30,42        | 1 873       | 45,73       |
|                          | Patrick Picard           | DVD                      | DVC                      | 1 283        | 30,42        | 1 873       | 45,73       |
|                          | Alexandre Brochier       | RN                       | RN                       | 843          | 19,99        |             |             |
|                          | Rachel Chadelat          | RN                       | RN                       | 843          | 19,99        |             |             |
|                          | Vulfran Benard           | LFI                      | FI                       | 611          | 14,49        |             |             |
|                          | Marie-Noëlle Lehodey     | LFI                      | FI                       | 611          | 14,49        |             |             |
|                          |                          |                          |                          |              |              |             |             |
| Suffrages exprimés       | Suffrages exprimés       | Suffrages exprimés       | Suffrages exprimés       | 4 218        | 96,02        | 4 096       | 88,66       |
| Votes blancs             | Votes blancs             | Votes blancs             | Votes blancs             | 112          | 2,55         | 386         | 8,35        |
| Votes nuls               | Votes nuls               | Votes nuls               | Votes nuls               | 63           | 1,43         | 138         | 2,99        |
| Total                    | Total                    | Total                    | Total                    | 4 393        | 100          | 4 620       | 100         |
| Abstention               | Abstention               | Abstention               | Abstention               | 7 070        | 61,68        | 6 846       | 59,71       |
| Inscrits / participation | Inscrits / participation | Inscrits / participation | Inscrits / participation | 11 463       | 38,32        | 11 466      | 40,29       |

### Canton d'Auxerre-3
| Candidats                | Candidats                | Partis                   | Nuance                   | Premier tour | Premier tour | Second tour | Second tour |
| Candidats                | Candidats                | Partis                   | Nuance                   | Voix         | %            | Voix        | %           |
| ------------------------ | ------------------------ | ------------------------ | ------------------------ | ------------ | ------------ | ----------- | ----------- |
|                          | Christophe Bonnefond     | LR                       | LR                       | 1 515        | 48,62        | 2 008       | 64,15       |
|                          | Isabelle Joaquina        | LR                       | LR                       | 1 515        | 48,62        | 2 008       | 64,15       |
|                          | Laurence Bondoux         | DVG                      | UG                       | 601          | 19,29        | 1 122       | 35,85       |
|                          | Andrew Walkden           | EÉLV                     | UG                       | 601          | 19,29        | 1 122       | 35,85       |
|                          | Michèle Fasquel          | RN                       | RN                       | 565          | 18,13        |             |             |
|                          | Aloïs Garnier            | RN                       | RN                       | 565          | 18,13        |             |             |
|                          | Eglantine Borgnat        | DVG                      | DVG                      | 435          | 13,96        |             |             |
|                          | Rachid El Idrissi        | DVG                      | DVG                      | 435          | 13,96        |             |             |
|                          |                          |                          |                          |              |              |             |             |
| Suffrages exprimés       | Suffrages exprimés       | Suffrages exprimés       | Suffrages exprimés       | 3 116        | 96,86        | 3 130       | 92,00       |
| Votes blancs             | Votes blancs             | Votes blancs             | Votes blancs             | 55           | 1,71         | 161         | 4,73        |
| Votes nuls               | Votes nuls               | Votes nuls               | Votes nuls               | 46           | 1,43         | 111         | 3,26        |
| Total                    | Total                    | Total                    | Total                    | 3 217        | 100          | 3 402       | 100         |
| Abstention               | Abstention               | Abstention               | Abstention               | 6 323        | 66,28        | 6 139       | 64,34       |
| Inscrits / participation | Inscrits / participation | Inscrits / participation | Inscrits / participation | 9 540        | 33,72        | 9 541       | 35,66       |

### Canton d'Auxerre-4
| Candidats                | Candidats                | Partis                   | Nuance                   | Premier tour | Premier tour | Second tour | Second tour |
| Candidats                | Candidats                | Partis                   | Nuance                   | Voix         | %            | Voix        | %           |
| ------------------------ | ------------------------ | ------------------------ | ------------------------ | ------------ | ------------ | ----------- | ----------- |
|                          | Delphine Billon          | DVD                      | DVD                      | 1 496        | 32,13        | 1 496       | 50,10       |
|                          | Pascal Henriat           | MoDem                    | DVD                      | 1 496        | 32,13        | 1 496       | 50,10       |
|                          | Mathieu Debain           | DVD                      | DVC                      | 729          | 24,22        | 1 490       | 49,90       |
|                          | Fanny Turpin             | DVD                      | DVC                      | 729          | 24,22        | 1 490       | 49,90       |
|                          | Christiane Antenni       | EÉLV                     | ECO                      | 697          | 23,16        |             |             |
|                          | Denis Roycourt           | EÉLV                     | ECO                      | 697          | 23,16        |             |             |
|                          | Pascal Blaise            | RN                       | RN                       | 617          | 20,50        |             |             |
|                          | Marie-Pierre Croenne     | RN                       | RN                       | 617          | 20,50        |             |             |
|                          |                          |                          |                          |              |              |             |             |
| Suffrages exprimés       | Suffrages exprimés       | Suffrages exprimés       | Suffrages exprimés       | 3 010        | 95,31        | 2 986       | 87,95       |
| Votes blancs             | Votes blancs             | Votes blancs             | Votes blancs             | 89           | 2,82         | 280         | 8,25        |
| Votes nuls               | Votes nuls               | Votes nuls               | Votes nuls               | 59           | 1,87         | 129         | 3,80        |
| Total                    | Total                    | Total                    | Total                    | 3 158        | 100          | 3 395       | 100         |
| Abstention               | Abstention               | Abstention               | Abstention               | 6 222        | 66,33        | 5 987       | 63,81       |
| Inscrits / participation | Inscrits / participation | Inscrits / participation | Inscrits / participation | 9 380        | 33,64        | 9 382       | 36,19       |

### Canton d'Avallon
| Candidats                | Candidats                | Partis                   | Nuance                   | Premier tour | Premier tour | Second tour | Second tour |
| Candidats                | Candidats                | Partis                   | Nuance                   | Voix         | %            | Voix        | %           |
| ------------------------ | ------------------------ | ------------------------ | ------------------------ | ------------ | ------------ | ----------- | ----------- |
|                          | Aurélie Farcy            | DVD                      | DVC                      | 1 192        | 30,99        | 1 858       | 49,17       |
|                          | Pascal Germain           | DVD                      | DVC                      | 1 192        | 30,99        | 1 858       | 49,17       |
|                          | Jordan Heitzmann         | DVD                      | DVD                      | 812          | 21,11        | 1 921       | 50,83       |
|                          | Sonia Patouret           | LR                       | DVD                      | 812          | 21,11        | 1 921       | 50,83       |
|                          | Xavier Courtois          | DVD                      | DVD                      | 630          | 16,38        |             |             |
|                          | Clara Jaolaza            | DVD                      | DVD                      | 630          | 16,38        |             |             |
|                          | Sylvain Monnier          | RN                       | RN                       | 469          | 12,19        |             |             |
|                          | Marie-Solange Werner     | RN                       | RN                       | 469          | 12,19        |             |             |
|                          | Hélène Lipietz           | EÉLV                     | UGE                      | 468          | 12,17        |             |             |
|                          | Patrice Beaupin          | PCF                      | UGE                      | 468          | 12,17        |             |             |
|                          | Fanny Bouvier            | DLF                      | DSV                      | 275          | 7,15         |             |             |
|                          | Dylan Roset              | DLF                      | DSV                      | 275          | 7,15         |             |             |
|                          |                          |                          |                          |              |              |             |             |
| Suffrages exprimés       | Suffrages exprimés       | Suffrages exprimés       | Suffrages exprimés       | 3 846        | 95,86        | 3 779       | 89,27       |
| Votes blancs             | Votes blancs             | Votes blancs             | Votes blancs             | 119          | 2,97         | 290         | 6,85        |
| Votes nuls               | Votes nuls               | Votes nuls               | Votes nuls               | 47           | 1,17         | 164         | 3,87        |
| Total                    | Total                    | Total                    | Total                    | 4 012        | 100          | 4 233       | 100         |
| Abstention               | Abstention               | Abstention               | Abstention               | 6 838        | 63,02        | 6 620       | 61,00       |
| Inscrits / participation | Inscrits / participation | Inscrits / participation | Inscrits / participation | 10 850       | 36,98        | 10 853      | 38,00       |

### Canton de Brienon-sur-Armançon
| Candidats                | Candidats                | Partis                   | Nuance                   | Premier tour | Premier tour | Second tour | Second tour |
| Candidats                | Candidats                | Partis                   | Nuance                   | Voix         | %            | Voix        | %           |
| ------------------------ | ------------------------ | ------------------------ | ------------------------ | ------------ | ------------ | ----------- | ----------- |
|                          | Jérôme Delavault         | DVD                      | UC                       | 1 808        | 45,70        | 2 456       | 61,80       |
|                          | Catherine Maudet         | UDI                      | UC                       | 1 808        | 45,70        | 2 456       | 61,80       |
|                          | Jean-François Oliver     | RN                       | RN                       | 1 402        | 35,44        | 1 518       | 38,20       |
|                          | Henriette Picasse        | RN                       | RN                       | 1 402        | 35,44        | 1 518       | 38,20       |
|                          | Bernard Thevenon         | PCF                      | UG                       | 746          | 18,86        |             |             |
|                          | Agnès Cluzel             | PCF                      | UG                       | 746          | 18,86        |             |             |
|                          |                          |                          |                          |              |              |             |             |
| Suffrages exprimés       | Suffrages exprimés       | Suffrages exprimés       | Suffrages exprimés       | 3 956        | 94,33        | 3 974       | 93,62       |
| Votes blancs             | Votes blancs             | Votes blancs             | Votes blancs             | 160          | 3,81         | 186         | 4,38        |
| Votes nuls               | Votes nuls               | Votes nuls               | Votes nuls               | 78           | 1,86         | 85          | 2,00        |
| Total                    | Total                    | Total                    | Total                    | 4 194        | 100          | 4 245       | 100         |
| Abstention               | Abstention               | Abstention               | Abstention               | 7 988        | 65,57        | 7 928       | 65,13       |
| Inscrits / participation | Inscrits / participation | Inscrits / participation | Inscrits / participation | 12 182       | 34,43        | 12 173      | 34,87       |

### Canton de Chablis
| Candidats                | Candidats                | Partis                   | Nuance                   | Premier tour | Premier tour | Second tour | Second tour |
| Candidats                | Candidats                | Partis                   | Nuance                   | Voix         | %            | Voix        | %           |
| ------------------------ | ------------------------ | ------------------------ | ------------------------ | ------------ | ------------ | ----------- | ----------- |
|                          | Sylvie Charpignon        | DVD                      | LR                       | 2 445        | 53,04        | 3 237       | 73,32       |
|                          | Patrick Gendraud         | LR                       | LR                       | 2 445        | 53,04        | 3 237       | 73,32       |
|                          | Anissa Berraho           | RN                       | RN                       | 1 125        | 24,40        | 1 178       | 26,68       |
|                          | Hervé Constans           | RN                       | RN                       | 1 125        | 24,40        | 1 178       | 26,68       |
|                          | Danièle Brouin           | DVG                      | UG                       | 1 040        | 22,56        |             |             |
|                          | Gilles Sackepey          | PCF                      | UG                       | 1 040        | 22,56        |             |             |
|                          |                          |                          |                          |              |              |             |             |
| Suffrages exprimés       | Suffrages exprimés       | Suffrages exprimés       | Suffrages exprimés       | 4 610        | 93,79        | 4 415       | 91,20       |
| Votes blancs             | Votes blancs             | Votes blancs             | Votes blancs             | 212          | 4,31         | 293         | 6,05        |
| Votes nuls               | Votes nuls               | Votes nuls               | Votes nuls               | 93           | 1,89         | 133         | 2,75        |
| Total                    | Total                    | Total                    | Total                    | 4 915        | 100          | 4 841       | 100         |
| Abstention               | Abstention               | Abstention               | Abstention               | 7 536        | 60,53        | 7 606       | 61,11       |
| Inscrits / participation | Inscrits / participation | Inscrits / participation | Inscrits / participation | 12 451       | 39,47        | 12 447      | 38,89       |

### Canton de Charny Orée de Puisaye
| Candidats                | Candidats                | Partis                   | Nuance                   | Premier tour | Premier tour | Second tour | Second tour |
| Candidats                | Candidats                | Partis                   | Nuance                   | Voix         | %            | Voix        | %           |
| ------------------------ | ------------------------ | ------------------------ | ------------------------ | ------------ | ------------ | ----------- | ----------- |
|                          | Irène Eulriet            | DVD                      | DVD                      | 1 414        | 29,38        | 2 571       | 56,57       |
|                          | Jean-Pierre Raout        | DVD                      | DVD                      | 1 414        | 29,38        | 2 571       | 56,57       |
|                          | Mahfoud Aomar            | DVD                      | DVD                      | 1 365        | 28,36        | 1 974       | 43,43       |
|                          | Chantal Mantez           | DVD                      | DVD                      | 1 365        | 28,36        | 1 974       | 43,43       |
|                          | Patricia Grasset         | RN                       | RN                       | 1 173        | 24,37        |             |             |
|                          | Jean-Christophe Letierce | RN                       | RN                       | 1 173        | 24,37        |             |             |
|                          | Richard Prost            | LFI                      | UG                       | 861          | 17,89        |             |             |
|                          | Sylvie Bornet            | LFI                      | UG                       | 861          | 17,89        |             |             |
|                          |                          |                          |                          |              |              |             |             |
| Suffrages exprimés       | Suffrages exprimés       | Suffrages exprimés       | Suffrages exprimés       | 4 813        | 97,10        | 4 545       | 88,48       |
| Votes blancs             | Votes blancs             | Votes blancs             | Votes blancs             | 104          | 2,10         | 445         | 8,66        |
| Votes nuls               | Votes nuls               | Votes nuls               | Votes nuls               | 40           | 0,81         | 147         | 2,86        |
| Total                    | Total                    | Total                    | Total                    | 4 957        | 100          | 5 137       | 100         |
| Abstention               | Abstention               | Abstention               | Abstention               | 7 731        | 60,93        | 7 549       | 59,51       |
| Inscrits / participation | Inscrits / participation | Inscrits / participation | Inscrits / participation | 12 688       | 39,07        | 12 686      | 40,49       |

### Canton de Cœur de Puisaye
| Candidats                | Candidats                | Partis                   | Nuance                   | Premier tour | Premier tour | Second tour | Second tour |
| Candidats                | Candidats                | Partis                   | Nuance                   | Voix         | %            | Voix        | %           |
| ------------------------ | ------------------------ | ------------------------ | ------------------------ | ------------ | ------------ | ----------- | ----------- |
|                          | Annick Béthuel           | RN                       | RN                       | 1 048        | 25,13        | 1 484       | 37,65       |
|                          | Daniel Grenon            | RN                       | RN                       | 1 048        | 25,13        | 1 484       | 37,65       |
|                          | Gilles Abry              | DVD                      | UD                       | 925          | 22,18        | 2 458       | 62,35       |
|                          | Isabelle Froment-Meurice | LR                       | UD                       | 925          | 22,18        | 2 458       | 62,35       |
|                          | Isabelle Barassin        | DVD                      | DVD                      | 760          | 18,22        |             |             |
|                          | Pascal Bourgeois         | DVD                      | DVD                      | 760          | 18,22        |             |             |
|                          | Victor Costa             | DVG                      | UGE                      | 736          | 17,65        |             |             |
|                          | Claire Laroche-Fontaine  | EÉLV                     | UGE                      | 736          | 17,65        |             |             |
|                          | Philippe Blot            | DVD                      | DVC                      | 702          | 16,83        |             |             |
|                          | Marie-Pierre Bourrellier | DVD                      | DVC                      | 702          | 16,83        |             |             |
|                          |                          |                          |                          |              |              |             |             |
| Suffrages exprimés       | Suffrages exprimés       | Suffrages exprimés       | Suffrages exprimés       | 4 171        | 95,67        | 3 942       | 88,52       |
| Votes blancs             | Votes blancs             | Votes blancs             | Votes blancs             | 124          | 2,84         | 363         | 8,15        |
| Votes nuls               | Votes nuls               | Votes nuls               | Votes nuls               | 65           | 1,49         | 148         | 3,32        |
| Total                    | Total                    | Total                    | Total                    | 4 360        | 100          | 4 453       | 100         |
| Abstention               | Abstention               | Abstention               | Abstention               | 7 325        | 62,69        | 7 232       | 61,89       |
| Inscrits / participation | Inscrits / participation | Inscrits / participation | Inscrits / participation | 11 685       | 37,31        | 11 684      | 38,11       |

### Canton de Gâtinais en Bourgogne
| Candidats                | Candidats                | Partis                   | Nuance                   | Premier tour | Premier tour | Second tour | Second tour |
| Candidats                | Candidats                | Partis                   | Nuance                   | Voix         | %            | Voix        | %           |
| ------------------------ | ------------------------ | ------------------------ | ------------------------ | ------------ | ------------ | ----------- | ----------- |
|                          | Delphine Grémy           | DVD                      | DVD                      | 1 567        | 37,49        | 2 661       | 64,26       |
|                          | Christian Descamps       | DVD                      | DVD                      | 1 567        | 37,49        | 2 661       | 64,26       |
|                          | Jean-Luc Henry           | RN                       | RN                       | 1 173        | 28,06        | 1 480       | 35,74       |
|                          | Vanessa Hernandez        | RN                       | RN                       | 1 173        | 28,06        | 1 480       | 35,74       |
|                          | Christine Aita           | DVD                      | DVD                      | 905          | 21,65        |             |             |
|                          | Loïc Barret              | DVD                      | DVD                      | 905          | 21,65        |             |             |
|                          | Aurélie Dufour           | LFI                      | FI                       | 535          | 12,80        |             |             |
|                          | Yoann Toupet             | LFI                      | FI                       | 535          | 12,80        |             |             |
|                          |                          |                          |                          |              |              |             |             |
| Suffrages exprimés       | Suffrages exprimés       | Suffrages exprimés       | Suffrages exprimés       | 4 180        | 96,89        | 4 141       | 94,35       |
| Votes blancs             | Votes blancs             | Votes blancs             | Votes blancs             | 71           | 1,65         | 169         | 3,85        |
| Votes nuls               | Votes nuls               | Votes nuls               | Votes nuls               | 63           | 1,46         | 79          | 1,80        |
| Total                    | Total                    | Total                    | Total                    | 4 314        | 100          | 4 389       | 100         |
| Abstention               | Abstention               | Abstention               | Abstention               | 7 255        | 62,71        | 7 183       | 62,07       |
| Inscrits / participation | Inscrits / participation | Inscrits / participation | Inscrits / participation | 11 569       | 37,29        | 11 572      | 37,93       |

### Canton de Joigny
| Candidats                | Candidats                 | Partis                   | Nuance                   | Premier tour | Premier tour | Second tour | Second tour |
| Candidats                | Candidats                 | Partis                   | Nuance                   | Voix         | %            | Voix        | %           |
| ------------------------ | ------------------------- | ------------------------ | ------------------------ | ------------ | ------------ | ----------- | ----------- |
|                          | Philippe Burier           | PCF                      | UG                       | 1 597        | 39,39        | 2 504       | 61,51       |
|                          | Frédérique Colas          | PS                       | UG                       | 1 597        | 39,39        | 2 504       | 61,51       |
|                          | Cyril André               | RN                       | RN                       | 1 086        | 26,79        | 1 567       | 38,49       |
|                          | Élodie Rebillon           | RN                       | RN                       | 1 086        | 26,79        | 1 567       | 38,49       |
|                          | Natacha Cauchois          | DVD                      | UCD                      | 915          | 22,57        |             |             |
|                          | Christophe Delaunay       | UDI                      | UCD                      | 915          | 22,57        |             |             |
|                          | Clément Pointeau-Langevin | DVD                      | DVD                      | 301          | 7,42         |             |             |
|                          | Erika Roset               | DVD                      | DVD                      | 301          | 7,42         |             |             |
|                          | Annie Kermin              | POID                     | EXG                      | 155          | 3,82         |             |             |
|                          | Jean-Charles Kermin       | POID                     | EXG                      | 155          | 3,82         |             |             |
|                          |                           |                          |                          |              |              |             |             |
| Suffrages exprimés       | Suffrages exprimés        | Suffrages exprimés       | Suffrages exprimés       | 4 054        | 95,75        | 4 071       | 94,02       |
| Votes blancs             | Votes blancs              | Votes blancs             | Votes blancs             | 108          | 2,55         | 174         | 4,02        |
| Votes nuls               | Votes nuls                | Votes nuls               | Votes nuls               | 72           | 1,70         | 85          | 1,96        |
| Total                    | Total                     | Total                    | Total                    | 4 234        | 100          | 4 330       | 100         |
| Abstention               | Abstention                | Abstention               | Abstention               | 7 950        | 65,25        | 7 847       | 64,44       |
| Inscrits / participation | Inscrits / participation  | Inscrits / participation | Inscrits / participation | 12 184       | 34,75        | 12 177      | 35,66       |

### Canton de Joux-la-Ville
| Candidats                | Candidats                | Partis                   | Nuance                   | Premier tour | Premier tour | Second tour | Second tour |
| Candidats                | Candidats                | Partis                   | Nuance                   | Voix         | %            | Voix        | %           |
| ------------------------ | ------------------------ | ------------------------ | ------------------------ | ------------ | ------------ | ----------- | ----------- |
|                          | Colette Lerman           | DVD                      | UCD                      | 1 897        | 50,76        | 2 344       | 64,79       |
|                          | André Villiers           | UDI                      | UCD                      | 1 897        | 50,76        | 2 344       | 64,79       |
|                          | Monique Bel              | DVG                      | UGE                      | 1 057        | 28,28        | 1 274       | 35,21       |
|                          | Philippe Veyssière       | DVG                      | UGE                      | 1 057        | 28,28        | 1 274       | 35,21       |
|                          | Philippe Radet           | RN                       | RN                       | 783          | 20,95        |             |             |
|                          | Nancy Verdier            | RN                       | RN                       | 783          | 20,95        |             |             |
|                          |                          |                          |                          |              |              |             |             |
| Suffrages exprimés       | Suffrages exprimés       | Suffrages exprimés       | Suffrages exprimés       | 3 737        | 94,99        | 3 618       | 92,06       |
| Votes blancs             | Votes blancs             | Votes blancs             | Votes blancs             | 132          | 3,36         | 205         | 5,22        |
| Votes nuls               | Votes nuls               | Votes nuls               | Votes nuls               | 65           | 1,65         | 107         | 2,72        |
| Total                    | Total                    | Total                    | Total                    | 3 934        | 100          | 3 930       | 100         |
| Abstention               | Abstention               | Abstention               | Abstention               | 5 853        | 59,80        | 5 799       | 59,61       |
| Inscrits / participation | Inscrits / participation | Inscrits / participation | Inscrits / participation | 9 787        | 40,20        | 9 729       | 40,39       |

### Canton de Migennes
| Candidats                | Candidats                | Partis                   | Nuance                   | Premier tour | Premier tour | Second tour | Second tour |
| Candidats                | Candidats                | Partis                   | Nuance                   | Voix         | %            | Voix        | %           |
| ------------------------ | ------------------------ | ------------------------ | ------------------------ | ------------ | ------------ | ----------- | ----------- |
|                          | François Boucher         | LR                       | UD                       | 1 566        | 46,73        | 2 118       | 63,49       |
|                          | Marie-Agnès Évrard       | Agir                     | UD                       | 1 566        | 46,73        | 2 118       | 63,49       |
|                          | Anna Meyroune            | PCF                      | UG                       | 989          | 29,51        | 1 218       | 36,51       |
|                          | Marc Sérandat            | DVG                      | UG                       | 989          | 29,51        | 1 218       | 36,51       |
|                          | Karine Chicanne          | RN                       | RN                       | 796          | 23,75        |             |             |
|                          | Moïse Menant             | RN                       | RN                       | 796          | 23,75        |             |             |
|                          |                          |                          |                          |              |              |             |             |
| Suffrages exprimés       | Suffrages exprimés       | Suffrages exprimés       | Suffrages exprimés       | 3 351        | 96,49        | 3 336       | 93,16       |
| Votes blancs             | Votes blancs             | Votes blancs             | Votes blancs             | 80           | 2,30         | 151         | 4,22        |
| Votes nuls               | Votes nuls               | Votes nuls               | Votes nuls               | 42           | 1,21         | 94          | 2,62        |
| Total                    | Total                    | Total                    | Total                    | 3 473        | 100          | 3 581       | 100         |
| Abstention               | Abstention               | Abstention               | Abstention               | 7 187        | 67,42        | 7 081       | 66,41       |
| Inscrits / participation | Inscrits / participation | Inscrits / participation | Inscrits / participation | 10 660       | 32,58        | 10 662      | 33,59       |

### Canton de Pont-sur-Yonne
| Candidats                | Candidats                | Partis                   | Nuance                   | Premier tour | Premier tour | Second tour | Second tour |
| Candidats                | Candidats                | Partis                   | Nuance                   | Voix         | %            | Voix        | %           |
| ------------------------ | ------------------------ | ------------------------ | ------------------------ | ------------ | ------------ | ----------- | ----------- |
|                          | Grégory Dorte            | DVD                      | DVD                      | 1 312        | 44,60        | 1 908       | 65,77       |
|                          | Dominique Sineau         | DVD                      | DVD                      | 1 312        | 44,60        | 1 908       | 65,77       |
|                          | Laurence Leblanc         | RN                       | RN                       | 909          | 30,90        | 993         | 34,23       |
|                          | Romain Luboue            | RN                       | RN                       | 909          | 30,90        | 993         | 34,23       |
|                          | François Goglins         | PS                       | UG                       | 721          | 24,51        |             |             |
|                          | Laurie Coutouly          | DVG                      | UG                       | 721          | 24,51        |             |             |
|                          |                          |                          |                          |              |              |             |             |
| Suffrages exprimés       | Suffrages exprimés       | Suffrages exprimés       | Suffrages exprimés       | 2 942        | 96,33        | 2 901       | 92,21       |
| Votes blancs             | Votes blancs             | Votes blancs             | Votes blancs             | 64           | 2,10         | 183         | 5,82        |
| Votes nuls               | Votes nuls               | Votes nuls               | Votes nuls               | 48           | 1,57         | 62          | 1,97        |
| Total                    | Total                    | Total                    | Total                    | 3 054        | 100          | 3 146       | 100         |
| Abstention               | Abstention               | Abstention               | Abstention               | 6 483        | 67,98        | 6 392       | 67,02       |
| Inscrits / participation | Inscrits / participation | Inscrits / participation | Inscrits / participation | 9 537        | 32,02        | 9 538       | 32,98       |

### Canton de Saint-Florentin
| Candidats                | Candidats                   | Partis                   | Nuance                   | Premier tour | Premier tour | Second tour | Second tour |
| Candidats                | Candidats                   | Partis                   | Nuance                   | Voix         | %            | Voix        | %           |
| ------------------------ | --------------------------- | ------------------------ | ------------------------ | ------------ | ------------ | ----------- | ----------- |
|                          | Gérard André                | DVD                      | DVD                      | 1 470        | 40,47        | 2 427       | 64,63       |
|                          | Marie-Laure Capitain        | DVD                      | DVD                      | 1 470        | 40,47        | 2 427       | 64,63       |
|                          | Catherine Cheuillot-Gaudeau | RN                       | RN                       | 1 101        | 30,31        | 1 328       | 35,37       |
|                          | Éric Rosamel                | RN                       | RN                       | 1 101        | 30,31        | 1 328       | 35,37       |
|                          | Thierry Corniot             | DVG                      | DVG                      | 1 061        | 29,21        |             |             |
|                          | Elodie Roy                  | DVG                      | DVG                      | 1 061        | 29,21        |             |             |
|                          |                             |                          |                          |              |              |             |             |
| Suffrages exprimés       | Suffrages exprimés          | Suffrages exprimés       | Suffrages exprimés       | 3 632        | 94,95        | 3 755       | 93,06       |
| Votes blancs             | Votes blancs                | Votes blancs             | Votes blancs             | 133          | 3,48         | 203         | 5,03        |
| Votes nuls               | Votes nuls                  | Votes nuls               | Votes nuls               | 60           | 1,57         | 77          | 1,91        |
| Total                    | Total                       | Total                    | Total                    | 3 825        | 100          | 4 035       | 100         |
| Abstention               | Abstention                  | Abstention               | Abstention               | 9 062        | 70,32        | 8 855       | 68,70       |
| Inscrits / participation | Inscrits / participation    | Inscrits / participation | Inscrits / participation | 12 887       | 29,68        | 12 890      | 31,30       |

### Canton de Sens-1
| Candidats                | Candidats                | Partis                   | NUance                   | Premier tour | Premier tour | Second tour | Second tour |
| Candidats                | Candidats                | Partis                   | NUance                   | Voix         | %            | Voix        | %           |
| ------------------------ | ------------------------ | ------------------------ | ------------------------ | ------------ | ------------ | ----------- | ----------- |
|                          | Gilles Pirman            | LR                       | UD                       | 1 824        | 48,61        | 2 529       | 66,50       |
|                          | Ghislaine Pieux          | DVD                      | UD                       | 1 824        | 48,61        | 2 529       | 66,50       |
|                          | Nicolas Lermithe         | LFI                      | UG                       | 976          | 26,01        | 1 274       | 33,50       |
|                          | Virginie Touzelet        | DVG                      | UG                       | 976          | 26,01        | 1 274       | 33,50       |
|                          | Angélique Burgos         | RN                       | RN                       | 952          | 25,37        |             |             |
|                          | Benoît Prély             | RN                       | RN                       | 952          | 25,37        |             |             |
|                          |                          |                          |                          |              |              |             |             |
| Suffrages exprimés       | Suffrages exprimés       | Suffrages exprimés       | Suffrages exprimés       | 3 752        | 95,69        | 3 803       | 91,59       |
| Votes blancs             | Votes blancs             | Votes blancs             | Votes blancs             | 94           | 2,40         | 220         | 5,30        |
| Votes nuls               | Votes nuls               | Votes nuls               | Votes nuls               | 75           | 1,91         | 129         | 3,11        |
| Total                    | Total                    | Total                    | Total                    | 3 921        | 100          | 4 152       | 100         |
| Abstention               | Abstention               | Abstention               | Abstention               | 9 369        | 70,50        | 9 138       | 68,76       |
| Inscrits / participation | Inscrits / participation | Inscrits / participation | Inscrits / participation | 13 290       | 29,50        | 13 290      | 31,24       |

### Canton de Sens-2
| Candidats                | Candidats                | Partis                   | Nuance                   | Premier tour | Premier tour | Second tour | Second tour |
| Candidats                | Candidats                | Partis                   | Nuance                   | Voix         | %            | Voix        | %           |
| ------------------------ | ------------------------ | ------------------------ | ------------------------ | ------------ | ------------ | ----------- | ----------- |
|                          | Jean-Luc Givord          | LR                       | UD                       | 1 433        | 42,92        | 2 327       | 67,59       |
|                          | Clarisse Quentin         | SL                       | UD                       | 1 433        | 42,92        | 2 327       | 67,59       |
|                          | Raymonde Levacher        | RN                       | RN                       | 909          | 27,22        | 1 116       | 32,41       |
|                          | Cyril Petit              | RN                       | RN                       | 909          | 27,22        | 1 116       | 32,41       |
|                          | Gaëlann Bureaux          | EÉLV                     | UGE                      | 583          | 17,46        |             |             |
|                          | Jérôme Thiriet           | LFI                      | UGE                      | 583          | 17,46        |             |             |
|                          | Dominique Chappuit       | DVG                      | UC                       | 414          | 12,40        |             |             |
|                          | Jean-Benoît Gyssels      | DVD                      | UC                       | 414          | 12,40        |             |             |
|                          |                          |                          |                          |              |              |             |             |
| Suffrages exprimés       | Suffrages exprimés       | Suffrages exprimés       | Suffrages exprimés       | 3 339        | 96,00        | 3 443       | 91,91       |
| Votes blancs             | Votes blancs             | Votes blancs             | Votes blancs             | 85           | 2,44         | 224         | 5,98        |
| Votes nuls               | Votes nuls               | Votes nuls               | Votes nuls               | 54           | 1,55         | 79          | 2,11        |
| Total                    | Total                    | Total                    | Total                    | 3 478        | 100          | 3 746       | 100         |
| Abstention               | Abstention               | Abstention               | Abstention               | 8 792        | 71,65        | 8 529       | 69,48       |
| Inscrits / participation | Inscrits / participation | Inscrits / participation | Inscrits / participation | 12 270       | 28,35        | 12 275      | 30,52       |

### Canton de Thorigny-sur-Oreuse
| Candidats                | Candidats                | Partis                   | Nuance                   | Premier tour | Premier tour | Second tour | Second tour |
| Candidats                | Candidats                | Partis                   | Nuance                   | Voix         | %            | Voix        | %           |
| ------------------------ | ------------------------ | ------------------------ | ------------------------ | ------------ | ------------ | ----------- | ----------- |
|                          | Ludovic Massard          | RN                       | RN                       | 1 185        | 32,43        | 1 430       | 39,98       |
|                          | Annik Vilbois            | RN                       | RN                       | 1 185        | 32,43        | 1 430       | 39,98       |
|                          | Catherine Bardeau        | DVD                      | UD                       | 1 008        | 27,59        | 2 147       | 60,02       |
|                          | Alexandre Bouchier       | LR                       | UD                       | 1 008        | 27,59        | 2 147       | 60,02       |
|                          | Steve Campagne           | DVD                      | UC                       | 868          | 23,75        |             |             |
|                          | Michèle Crouzet          | DVD                      | UC                       | 868          | 23,75        |             |             |
|                          | Alain Job                | DVG                      | DVG                      | 593          | 16,23        |             |             |
|                          | Marion Lafontan          | DVG                      | DVG                      | 593          | 16,23        |             |             |
|                          |                          |                          |                          |              |              |             |             |
| Suffrages exprimés       | Suffrages exprimés       | Suffrages exprimés       | Suffrages exprimés       | 3 654        | 95,68        | 3 577       | 92,62       |
| Votes blancs             | Votes blancs             | Votes blancs             | Votes blancs             | 111          | 2,91         | 215         | 5,57        |
| Votes nuls               | Votes nuls               | Votes nuls               | Votes nuls               | 54           | 1,41         | 70          | 1,81        |
| Total                    | Total                    | Total                    | Total                    | 3 819        | 100          | 3 862       | 100         |
| Abstention               | Abstention               | Abstention               | Abstention               | 6 619        | 63,41        | 6 571       | 62,98       |
| Inscrits / participation | Inscrits / participation | Inscrits / participation | Inscrits / participation | 10 438       | 36,59        | 10 433      | 37,02       |

### Canton du Tonnerrois
| Candidats                | Candidats                | Partis                   | Nuance                   | Premier tour | Premier tour | Second tour | Second tour |
| Candidats                | Candidats                | Partis                   | Nuance                   | Voix         | %            | Voix        | %           |
| ------------------------ | ------------------------ | ------------------------ | ------------------------ | ------------ | ------------ | ----------- | ----------- |
|                          | Cédric Clech             | DVG                      | DVC                      | 2 346        | 50,40        | 3 076       | 65,64       |
|                          | Catherine Tronel         | DVG                      | DVC                      | 2 346        | 50,40        | 3 076       | 65,64       |
|                          | Anne Jerusalem           | DVD                      | DVD                      | 1 345        | 28,89        | 1 610       | 34,36       |
|                          | Lucas Manuel             | DVD                      | DVD                      | 1 345        | 28,89        | 1 610       | 34,36       |
|                          | Sandrine Camus-Neyens    | RN                       | RN                       | 964          | 20,71        |             |             |
|                          | Jérémy Hénon             | RN                       | RN                       | 964          | 20,71        |             |             |
|                          |                          |                          |                          |              |              |             |             |
| Suffrages exprimés       | Suffrages exprimés       | Suffrages exprimés       | Suffrages exprimés       | 4 655        | 95,86        | 4 686       | 94,34       |
| Votes blancs             | Votes blancs             | Votes blancs             | Votes blancs             | 149          | 3,07         | 168         | 3,38        |
| Votes nuls               | Votes nuls               | Votes nuls               | Votes nuls               | 52           | 1,07         | 113         | 2,28        |
| Total                    | Total                    | Total                    | Total                    | 4 856        | 100          | 4 967       | 100         |
| Abstention               | Abstention               | Abstention               | Abstention               | 7 001        | 59,05        | 6 895       | 58,13       |
| Inscrits / participation | Inscrits / participation | Inscrits / participation | Inscrits / participation | 11 857       | 40,95        | 11 862      | 41,87       |

### Canton de Villeneuve-sur-Yonne
| Candidats                | Candidats                | Partis                   | Nuance                   | Premier tour | Premier tour | Second tour | Second tour |
| Candidats                | Candidats                | Partis                   | Nuance                   | Voix         | %            | Voix        | %           |
| ------------------------ | ------------------------ | ------------------------ | ------------------------ | ------------ | ------------ | ----------- | ----------- |
|                          | Elisabeth Frassetto      | DVD                      | DVD                      | 1 119        | 38,09        | 1 736       | 58,99       |
|                          | Lionel Terrasson         | DVD                      | DVD                      | 1 119        | 38,09        | 1 736       | 58,99       |
|                          | Audrey Lopez             | RN                       | RN                       | 1 064        | 36,22        | 1 207       | 41,01       |
|                          | Xavier Rosalie           | RN                       | RN                       | 1 064        | 36,22        | 1 207       | 41,01       |
|                          | Hélène Fercocq           | DVG                      | DVG                      | 755          | 25,70        |             |             |
|                          | Bruno Gervier            | PS                       | DVG                      | 755          | 25,70        |             |             |
|                          |                          |                          |                          |              |              |             |             |
| Suffrages exprimés       | Suffrages exprimés       | Suffrages exprimés       | Suffrages exprimés       | 2 938        | 95,17        | 2 943       | 93,31       |
| Votes blancs             | Votes blancs             | Votes blancs             | Votes blancs             | 95           | 3,08         | 134         | 4,25        |
| Votes nuls               | Votes nuls               | Votes nuls               | Votes nuls               | 54           | 1,75         | 77          | 2,44        |
| Total                    | Total                    | Total                    | Total                    | 3 087        | 100          | 3 154       | 100         |
| Abstention               | Abstention               | Abstention               | Abstention               | 6 568        | 68,03        | 6 488       | 67,29       |
| Inscrits / participation | Inscrits / participation | Inscrits / participation | Inscrits / participation | 9 655        | 31,97        | 9 642       | 32,71       |

### Canton de Vincelles
| Candidats                | Candidats                | Partis                   | Nuance                   | Premier tour | Premier tour | Second tour | Second tour |
| Candidats                | Candidats                | Partis                   | Nuance                   | Voix         | %            | Voix        | %           |
| ------------------------ | ------------------------ | ------------------------ | ------------------------ | ------------ | ------------ | ----------- | ----------- |
|                          | Najiba Hdjalli           | DVG                      | DVG                      | 1 192        | 28,89        | 2 131       | 52,66       |
|                          | Yves Vecten              | DVG                      | DVG                      | 1 192        | 28,89        | 2 131       | 52,66       |
|                          | Odile Berthier           | DVD                      | DVD                      | 1 075        | 26,05        | 1 916       | 47,34       |
|                          | Philippe Vigouroux       | DVD                      | DVD                      | 1 075        | 26,05        | 1 916       | 47,34       |
|                          | Léandre Croenne          | RN                       | RN                       | 1 017        | 24,65        |             |             |
|                          | Sandra Mateos            | RN                       | RN                       | 1 017        | 24,65        |             |             |
|                          | Isabelle Michaud         | DVG                      | DVG                      | 842          | 20,41        |             |             |
|                          | Jean-Luc Minier          | GRS                      | DVG                      | 842          | 20,41        |             |             |
|                          |                          |                          |                          |              |              |             |             |
| Suffrages exprimés       | Suffrages exprimés       | Suffrages exprimés       | Suffrages exprimés       | 4 126        | 95,29        | 4 047       | 89,34       |
| Votes blancs             | Votes blancs             | Votes blancs             | Votes blancs             | 148          | 3,42         | 334         | 7,37        |
| Votes nuls               | Votes nuls               | Votes nuls               | Votes nuls               | 56           | 1,29         | 149         | 3,29        |
| Total                    | Total                    | Total                    | Total                    | 4 330        | 100          | 4 530       | 100         |
| Abstention               | Abstention               | Abstention               | Abstention               | 7 162        | 62,32        | 6 972       | 60,62       |
| Inscrits / participation | Inscrits / participation | Inscrits / participation | Inscrits / participation | 11 492       | 37,68        | 11 502      | 39,38       |